# Jason Earles
Jason Daniel Earles (San Diego, 1977. április 26. –) amerikai színész, humorista.
Legismertebb alakítása Jackson Stewart 2006 és 2011 között a Hannah Montana című sorozatban. A Harcra fel! című sorozatban is szerepelt.

## Fiatalkora
Earles a kaliforniai San Diegoban született. Ohioban és Washington államban is élt, majd Oregonba költözött a családjával. A Hillsboro-i Glencoe High School-ban érettségizett. 2000-ben diplomázott a Rocky Mountain College-ban.

## Pályafutása
Első komolyabb szerepe 2005-ben volt, amikor Ernie Kaplowitzot alakította az Amerikai pite 4. – A zenetáborban című filmben. Legismertebb alakítás  Jackson Stewart volt a Disney Channel Hannah Montana című sorozatában. Az ekkor 29 éves Earles egy 16 éves tinédzsert alakított. Versenyzett a Disney Channel Games című vetélkedőben. Szinkronizált a 2009-es Űrkölykök című filmben. Főszereplő volt a Disney XD Harcra fel! című sorozatában.

## Magánélete
2017. augusztus 12-én feleségül vette Katie Drysent.

## Filmográfia

### Filmek
| Év   | Magyar cím                        | Eredeti cím                      | Szerep          | Magyar hang      |
| ---- | --------------------------------- | -------------------------------- | --------------- | ---------------- |
| 2018 |                                   | Battle Drone                     | Dax             |                  |
| 2017 |                                   | Linda from HR                    | Todd            |                  |
| 2014 |                                   | Hunted                           | Dax             |                  |
| 2013 | Szuperebek                        | Super Buddies                    | Jack Schaeffer  |                  |
| 2009 | Apurablók                         | Dadnapped                        | Merv            | Minárovits Péter |
| 2009 | Hannah Montana – A film           | Hannah Montana: The Movie        | Jackson Stewart | Heisz Krisztián  |
| 2009 | Űrkölykök                         | Space Buddies                    | Spudnick (hang) |                  |
| 2007 |                                   | Gordon Glass                     | főnök           |                  |
| 2005 | Életmentő                         | Special Ed                       | David fiatalon  |                  |
| 2005 | Amerikai pite 4. – A zenetáborban | American Pie Presents: Band Camp | Ernie Kaplowitz | Baradlay Viktor  |
| 2004 |                                   | Table 6                          | buszos fiú      |                  |
| 2004 | A nemzet aranya                   | National Treasure                | Thomas Gates    |                  |

### Televíziós szerepek
| Év         | Magyar cím                             | Eredeti cím                       | Szerep                    | Megjegyzések                            |
| ---------- | -------------------------------------- | --------------------------------- | ------------------------- | --------------------------------------- |
| 2020       | Dobd be magad!                         | Just Roll With It                 | Skeeter Swindell          | 1 epizód magyar hangja Seszták Szabolcs |
| 2019       |                                        | Mood Swings                       | Angel                     | 8 epizód                                |
| 2018–      |                                        | Hotel Du Loone                    | Flynt Rogers              | főszereplő                              |
| 2017       | Vampirina                              | Vampirina                         | Curt Spookman (hang)      | 1 epizód                                |
| 2016–2018  |                                        | WTH: Welcome to Howler            | Chuck                     | 8 epizód                                |
| 2016       | Öribarik                               | Best Friends Whenever             | Dax Fraggins              | 1 epizód                                |
| 2013       | Randy Cunningham: Kilencedikes nindzsa | Randy Cunningham: 9th Grade Ninja | Brent (hang)              | 1 epizód                                |
| 2011–2015  | Harcra fel!                            | Kickin' It                        | Rudy Gillespie            | főszereplő magyar hangja Szalay Csongor |
| 2010, 2014 | Pecatanya                              | Fish Hooks                        | Kevin, hörcsög fiú (hang) | 2 epizód                                |
| 2009       | Aaron Stone                            | Aaron Stone                       | vadász                    | 1 epizód                                |
| 2009       | Yin Yang Yo!                           | Yin Yang Yo!                      | önmaga (hang)             | 1 epizód                                |
| 2008       | Boston Legal – Jogi játszmák           | Boston Legal                      | Mitchy Weston             | 1 epizód                                |
| 2007       |                                        | Shorty McShorts' Shorts           | férfi, SheZow (hang)      | 1 epizód                                |
| 2006–2011  | Hannah Montana                         | Hannah Montana                    | Jackson Stewart           | főszereplő magyar hangja Előd Botond    |
| 2005–2006  |                                        | Phil of the Future                | Grady Spaggett            | 2 epizód                                |
| 2005       |                                        | One on One                        | Brad                      | 1 epizód                                |
| 2004       | Szívem csücskei                        | Still Standing                    | Goran                     | 1 epizód                                |
| 2003       | Már megint Malcolm                     | Malcolm in the Middle             | Marsall School tanulója   | 1 epizód                                |
| 2003       | The Shield – Kemény zsaruk             | The Shield                        | Kyle                      | 1 epizód                                |
| 2003       |                                        | MADtv                             | gyerek                    | 1 epizód                                |